# لی وون هو
لی وون هو (کره‌ای: 이원호؛ زادهٔ ۱۵ اوت ۱۹۹۹) ورزشکار ورزش تیراندازی اهل کره جنوبی است.
وی در مسابقات کشوری و بین‌المللی در مجموع برندهٔ ۱ مدال نقره، ۱ مدال برنز شده است.